# Czynnik Lorentza
Czynnik Lorentza – wyrażenie pojawiające się często we wzorach przy transformacji wielkości między układami odniesienia w szczególnej teorii względności.
Czynnik ten jest równy:
{\displaystyle \gamma \equiv {\frac {dt}{d\tau }}={\frac {1}{\sqrt {1-\beta ^{2}}}},}
gdzie:
{\displaystyle \beta ={\frac {v}{c}}} – prędkość wyrażona w stosunku do prędkości światła w próżni,
{\displaystyle v} – prędkość w układzie odniesienia obserwatora w którym czas wyraża {\displaystyle t,}
{\displaystyle \tau } – czas w układzie poruszającym się,
{\displaystyle c} – prędkość światła w próżni.
Czynnik może też być wyrażony jako:
{\displaystyle \gamma \equiv {\frac {c}{\sqrt {c^{2}-v^{2}}}},}
{\displaystyle \gamma \equiv {\frac {1}{\sqrt {1-{\frac {v^{2}}{c^{2}}}}}}.}

## Pospieszność
Z czynnikiem Lorentza związana jest pospieszność, określana jako
{\displaystyle y=\mathrm {artgh} \left({\frac {v}{c}}\right),}
gdzie:
{\displaystyle v} – prędkość,
artgh – area tangens hiperboliczny.
Zależność pospieszności od czynnika Lorentza
{\displaystyle \gamma =\cosh(y).}
Pospieszność jest wielkością addytywną przy transformacji Lorentza (jak prędkość przy transformacji Galileusza), dzięki czemu jest użyteczna w obliczeniach. Jej wartość zmienia się od {\displaystyle -\infty } dla {\displaystyle v=-c} do {\displaystyle \infty } dla {\displaystyle v=c.}
W fizyce cząstek pospieszność często definiowana jest inaczej, w odniesieniu do osi wiązki cząstek:
{\displaystyle y={\frac {1}{2}}\ln {\frac {E+p_{z}c}{E-p_{z}c}},}
gdzie {\displaystyle p_{z}} jest składową podłużną pędu (równoległą do osi wiązki). Inną podobną zmienną używaną w fizyce cząstek jest pseudopospieszność.